# Décès en 1978
Décès
- 1974
- 1975
- 1976
- 1977
- 1978
- 1979
- 1980
- 1981
- 1982

Cet article présente une liste de personnalités mortes au cours de l'année 1978.

Les mois de l'année font également l'objet de listes spécifiques :

## Décès par mois

### Date précise inconnue
- Roger Cortet, flûtiste français (° 1910).
- Maurice Crozet, designer et affichiste français (° 26 juillet 1895).
- Victor Jean Desmeures, peintre, lithographe et designer en tissus français (° 18 mars 1895).
- Franz Dienert, footballeur allemand (° 1900).
- Abolhassan Etessami, architecte, calligraphe, écrivain et peintre iranien (° 1903).
- Leo Michelson, peintre et sculpteur letton naturalisé américain (° 12 mai 1887).
- Mon Rivera, tromboniste (mais aussi multi-instrumentiste) et compositeur portoricain (° 1899).
- Georges Vereeken, homme politique belge (° 1896).
- Feliks Więcek, coureur cycliste polonais (° 1904).
- John Wilms, écrivain et homme politique belge (° 1893).

### Janvier
- 1er janvier : Segundo Pascual, joueur et entraîneur de football franco-espagnol (° 21 mai 1917).
- 2 janvier : Jules Merle, peintre français (° 1er juin 1883).
- 8 janvier : André François-Poncet, diplomate français (° 13 juin 1887).
- 12 janvier : Marcel Bascoulard, dessinateur et poète français (° 10 février 1913).
- 13 janvier :
  - Maurice Carême, écrivain et poète belge (° 12 mai 1899).
  - Germain Derijcke, coureur cycliste belge (° 2 novembre 1929).
- 14 janvier :
  - Clarence Dill, homme politique américain (° 21 septembre 1884).
  - Kurt Gödel, logicien et mathématicien autrichien naturalisé américain (° 28 avril 1906).
- 15 janvier : Émile Rummelhardt, joueur et entraîneur de football français (° 12 janvier 1914)[1].
- 18 janvier : Carl Betz, acteur de théâtre, de cinéma et de télévision américain (° 9 mars 1921).
- 23 janvier : Carmen Mondragón, peintre et poétesse mexicaine (° 8 juillet 1893).
- 24 janvier : Georges Speicher, coureur cycliste français (° 8 juin 1907).
- 26 janvier : Leo Genn, acteur et juriste britannique (° 9 août 1905).
- 27 janvier : Marguerite Canal, musicienne, compositrice, chef d'orchestre, enseignante et pianiste française (° 29 janvier 1890).
- 30 janvier : Damia (chanteuse), chanteuse française (° 5 décembre 1889).

### Février
- 9 février : Costante Girardengo, coureur cycliste italien (° 18 mars 1893).
- 11 février : Éric-Paul Stekel, compositeur et chef d'orchestre français d'origine autrichienne (° 27 juin 1898).
- 13 février : Abdelmalek Temmam, homme politique algérien (° 1920).
- 14 février : Greta Prozor, comédienne et professeur d'art dramatique  (° 3 janvier 1886).
- 18 février :
  - Derrick De Marney, acteur et producteur anglais (° 21 septembre 1906).
  - Giuseppe Santhià, coureur cycliste italien (° 19 janvier 1886).
- 21 février :
  - Abdelkrim Dali, chanteur et musicien algérien (° 21 novembre 1914).
  - Johan Dijkstra, peintre, vitrailliste et graveur néerlandais (° 23 décembre 1896).
  - Léon Hannotte, homme politique belge (° 21 mars 1922).
- 23 février : Paul Yoshigoro Taguchi, cardinal japonais, archevêque d'Osaka (° 20 juillet 1902).
- 25 février : Louis Bissinger, peintre français (° 24 avril 1899).
- 27 février : Vadim Salmanov, compositeur russe puis soviétique (° 4 novembre 1912).
- 28 février : Philip Ahn, acteur américain (° 29 mars 1905).

### Mars
- 6 mars : Micheál Mac Liammóir, acteur, dramaturge, impresario, écrivain, poète et peintre irlandais d'origine britannique (° 25 octobre 1899).
- 8 mars : Jacques Grello, acteur et chansonnier français (° 28 avril 1915).
- 9 mars : Isaac Païles, peintre français de l'École de Paris (° 25 décembre 1895).
- 11 mars :
  - Claude François, chanteur français (° 1er février 1939).
  - Joseph Delteil, écrivain français (° 20 avril 1894).
- 13 mars : John Cazale, acteur américain (° 12 août 1935).
- 16 mars : Georgi Dimitrov, footballeur international bulgare (° 1er mai 1931).
- 17 mars :
  - Willy Falck Hansen, coureur cycliste danois (° 4 avril 1906).
  - Raoul Motoret, écrivain français (° 17 août 1909).
  - Giacomo Violardo, cardinal italien de la curie romaine (° 10 mai 1898).
- 19 mars : 
  - M. A. Ayyangar homme politique indien (° 4 février 1891).
  - Gaston Julia, mathématicien français (° 3 février 1893).
- 20 mars : Jacques Brugnon, joueur de tennis français (° 11 mai 1895).
- 21 mars : Georges de Sonneville, peintre, dessinateur et graveur français (° 1er mars 1889).
- 23 mars : Louis Salson, footballeur français (° 22 juin 1918).
- 25 mars :
  - Leslie Fenton, acteur, réalisateur et producteur britannique (° 12 mars 1902).
  - Jack Hulbert, acteur, scénariste, réalisateur et compositeur britannique (° 24 avril 1892).
- 27 mars : Vilhelm Fibiger, homme politique danois (° 11 février 1886).
- 29 mars : Ștefania Cristescu-Golopenția, ethnologue roumaine (° 12 février 1908).
- 31 mars :
  - Romain Gijssels, coureur cycliste belge (° 10 mars 1907).
  - Eva Mameli Calvino, botaniste italienne (° 12 février 1886).

### Avril
- 1er avril : Claire-Lise Monnier, peintre suisse (° 20 juillet 1894).
- 3 avril : Alighiero Ridolfi, coureur cycliste italien (° 22 août 1924).
- 6 avril : Nicolas Nabokov, compositeur, musicologue et écrivain américain d'origine russe (° 17 avril 1903).
- 13 avril :
  - Paul McGrath, acteur américain (° 11 avril 1904).
  - Alexandre Stoppelaëre, peintre, aquarelliste, dessinateur, professeur, archéologue et égyptologue français (° 15 mai 1890).
- 16 avril : Francis X. Bushman Jr., acteur américain (° 1er mai 1903).
- 17 avril :
  - Ewald Balser, acteur allemand (° 5 octobre 1898).
  - Jean Terfve, homme politique belge (° 28 janvier 1907).
- 18 avril : Rudolf Bonnet, peintre néerlandais (° 30 mars 1895).
- 19 avril :
  - Joe Dougherty, acteur américain spécialisé dans le doublage de dessins animés (° 4 novembre 1898).
  - Abdelkader Mazouz, footballeur franco-algérien (° 4 août 1932).
- 21 avril : Jacques Dupont, scénographe, décorateur de théâtre, peintre et illustrateur français (° 16 janvier 1909).
- 22 avril : Basil Dean, réalisateur, producteur, scénariste, metteur en scène, dramaturge et acteur britannique (° 26 mars 1887).
- 23 avril : Teo Soon Kim, première avocate singapourienne (° 23 juin 1904).
- 24 avril : Wilhelm Jerger, compositeur, chef d'orchestre et historien de la musique autrichien (° 27 septembre 1902).
- 25 avril :
  - Zenta Mauriņa, écrivaine, essayiste et philologue lettonne (° 15 décembre 1897).
  - Seiji Tōgō, peintre japonais (° 28 avril 1897).
- 28 avril : Shikanosuke Oka, peintre japonais de paysages (° 2 juillet 1898).
- 29 avril : Yasuda Yukihiko, peintre japonais (° 16 février 1884).

### Mai
- 1er mai : Aram Khatchatourian, compositeur soviétique/arménien (° 6 juin 1903).
- 5 mai : Ján Móry, compositeur et enseignant tchécolovaque (° 10 juillet 1892).
- 8 mai : Key Sato, peintre japonais (° 28 octobre 1906).
- 9 mai :
  - Georges Maciunas, artiste fondateur du mouvement fluxus (° 8 novembre 1931).
  - Aldo Moro, homme politique italien (° 23 septembre 1916).
- 12 mai : Robert Coogan, acteur américain (° 13 décembre 1924).
- 13 mai : Juan Criado, footballeur péruvien (° 24 juin 1913).
- 18 mai : Václav Dobiáš, compositeur tchécolovaque (° 22 septembre 1909).
- 19 mai :  Florimond Météreau, peintre et sculpteur français (° 9 juin 1888).
- 21 mai : Arap Shamilov, écrivain russe puis soviétique (° 23 octobre 1897).
- 22 mai : Jeanne Champillou, musicienne, peintre, graveuse et céramiste française (° 4 avril 1897).
- 23 mai :
  - Roger Guit, peintre et dessinateur français (° 8 mai 1899).
  - François Vibert, acteur de théâtre et de cinéma français (° 7 septembre 1891).
- 24 mai : Cyrille Adoula, homme politique congolais (° 13 septembre 1921).
- 28 mai :
  - Tibor Keledy, homme politique hongrois (° 23 octobre 1895).
  - Paul Smara, dessinateur français (° 31 août 1899).

### Juin
- 2 juin : Santiago Bernabéu, footballeur du Real Madrid (° 8 juin 1895).
- 3 juin : So Phim, khmer rouge commandant de la zone est au Cambodge (° 1925).
- 12 juin : Kostia Terechkovitch, peintre et graveur français d'origine russe (° 1er mai 1902).
- 13 juin : Jean de Botton, peintre, sculpteur et graveur français (° 20 juin 1898).
- 14 juin : Dox, poète et peintre malgache (° 13 janvier 1913).
- 15 juin : Adolfo Antônio Nascimento, musicien brésilien (° 10 novembre 1920).
- 17 juin : Zdenek Seydl, peintre, pastelliste, graveur et illustrateur austro-hongrois puis tchécoslovaque (° 29 avril 1916).
- 18 juin :
  - Carlile Aylmer Macartney, historien britannique (° 24 janvier 1895).
  - Edgar Willems, musicien autodidacte belge et pédagogue de la musique (° 13 octobre 1890).
- 23 juin : Kim Winona, actrice américaine  (° 10 octobre 1930).
- 27 juin :
  - Barry Brown, acteur américain (° 19 avril 1951).
  - Antonio Calderara, peintre italien (° 28 octobre 1903).
  - Josette Day, actrice française (° 31 juillet 1914).
- 28 juin : Iuliu Hirțea, religieux roumain (° 13 avril 1914).
- 29 juin : Bob Crane, acteur américain (° 13 juillet 1928).

### Juillet
- 1er juillet : Maurice Martin, peintre paysagiste français (° 19 juillet 1894).
- 2 juillet :
  - Pierre Charbonnier, peintre, décorateur et réalisateur français (° 24 août 1897).
  - Christian d'Espic, chirurgien, peintre et graveur français (° 1er juillet 1901).
- 3 juillet : James Daly, acteur américain (° 23 octobre 1918).
- 5 juillet : Andreu Bosch Girona, footballeur espagnol (° 1er août 1903).
- 9 juillet : Stere Adamache, footballeur international roumain (° 17 août 1941).
- 16 juillet : Paul Krebs, footballeur franco-suisse (° 25 juin 1914).
- 17 juillet :
  - Thayer David, acteur américain (° 4 mars 1927).
  - Francetta Malloy, actrice américaine (° 17 octobre 1906).
- 23 juillet : Danielle Collobert, écrivaine et poétesse française (° 23 juillet 1940).
- 24 juillet : Vincent Robin d'Arba Desborough, historien et archéologue britannique (° 19 juillet 1914).
- 30 juillet : Mohamed Hédi El Amri, écrivain et historien tunisien (° 1906).

### Août
- 4 août : René Challan, compositeur de musique classique, imprésario et directeur artistique français (° 12 décembre 1910).
- 5 août : Michel Pandel, peintre et lithographe suisse (° 13 décembre 1929).
- 6 août : Paul VI, né Giovanni Battista Montini, pape italien (° 26 septembre 1897).
- 15 août : Leo Lemešić, joueur, arbitre et entraîneur de football serbe puis yougoslave (° 8 juin 1908).
- 16 août :
  - Georges Moens de Fernig, homme politique belge (° 28 août 1899).
  - Paul Yü Pin, cardinal chinois, archevêque de Nanjing (° 13 avril 1901).
- 19 août : Jean Eschbach , résistant alsacien et chef FFI (°29 mars 1895).
- 22 août :
  - Ignazio Silone, écrivain et homme politique italien (° 1er mai 1900).
  - Jomo Kenyatta, homme politique kenyan (° 20 octobre 1894).
- 23 août :
  - Raffaele de Courten, amiral italien (° 23 septembre 1888).
  - Jean-Jacques Fussien, coureur cycliste français (° 21 janvier 1952).
- 24 août : Albert Sercu, coureur cycliste belge (° 26 janvier 1918).
- 26 août :
  - Charles Boyer, acteur franco-américain (° 28 août 1899).
  - Charles Haubiel, compositeur américain (° 30 janvier 1892).
  - Pierre Lonchamp, peintre français (° 5 février 1925).
- 28 août : Robert Shaw, acteur, scénariste et écrivain britannique (° 9 août 1927).
- 30 août :
  - Geertruida Wijsmuller-Meijer, Juste parmi les nations, sauveteuse de 10 000 Juifs avant et pendant la Seconde Guerre mondiale (° 21 avril 1896).
  - Henryk Zygalski, mathématicien et cryptologue polonais (° 15 juillet 1906).
- ? août : Harrison Kerr, compositeur, éditeur, administrateur et éducateur américain (° 13 octobre 1897).

### Septembre
- 1er septembre : Charles Brommesson, footballeur international suédois (° 12 août 1903).
- 5 septembre :
  - « Armillita Chico » (Fermín Espinosa Saucedo), matador mexicain (° 3 mai 1911).
  - Jean Labasque, essayiste, peintre et graveur français (° 18 août 1896).
- 7 septembre :
  - Herman Legger, footballeur international néerlandais (° 7 juillet 1895).
  - Clifford McLaglen, acteur anglais (° 15 juin 1892).
  - Keith Moon, batteur du groupe britannique The Who (° 23 août 1946).
- 8 septembre : Pancho Vladiguerov, compositeur et pianiste bulgare (° 13 mars 1899).
- 12 septembre : Frank Ferguson, acteur américain (° 25 décembre 1899).
- 13 septembre : Janine Bouissounouse, romancière, historienne, journaliste et critique de cinéma française (° 17 juillet 1903).
- 17 septembre : Jeanne Aubert-Gris, peintre française (° 16 février 1878).
- 18 septembre :
  - Adil Isgandarov, acteur et metteur en scène de théâtre et de cinéma russe puis soviétique (° 5 mai 1910).
  - Raymond Quibel, peintre et décorateur français  (° 4 décembre 1883).
- 19 septembre : Jenny-Laure Garcin, peintre, réalisatrice et critique d'art française (° 20 juin 1896).
- 20 septembre : Elisa Rosales Ochoa, femme politique philippine (° 3 décembre 1897).
- 22 septembre : Maurice-Marie-Léonce Savin, peintre, philosophe et écrivain français (° 15 juin 1905).
- 23 septembre : Jay Adler, acteur américain  (° 26 septembre 1896).
- 24 septembre : Paul-Jacques Bonzon, écrivain français (° 31 août 1908).
- 28 septembre : Jean-Paul Ier, né Albino Luciani, pape italien (° 17 octobre 1912).
- ? septembre : Jean-Paul Alata, homme politique guinéen d'origine française (° 17 août 1924).

### Octobre
- 5 octobre : Nadezhda Dukstulskaitė, pianiste lituanienne (° 5 mars 1912).
- 9 octobre : Jacques Brel, auteur-compositeur-interprète belge (° 8 avril 1929).
- 13 octobre : Gürsel Aksel, footballeur international turc devenu entraîneur (° 10 mai 1937).
- 14 octobre : Bolesław Filipiak, cardinal polonais de la curie romaine (° 1er septembre 1901).
- 16 octobre : Dan Dailey, acteur et réalisateur américain (° 14 décembre 1913).
- 18 octobre : Ramón Mercader, assassin de Léon Trotsky (° 7 février 1913).
- 23 octobre : Jean-Eugène Bersier, peintre et graveur français (° 8 juin 1895).
- 24 octobre : Luís Gallotti, homme politique brésilien (° 15 août 1904).
- 25 octobre : Maurice Denis, homme politique belge (° 18 septembre 1916).

### Novembre
- 5 novembre : Lucien-Marie Le Gardien, peintre français (° 3 juillet 1908).
- 8 novembre : Norman Rockwell, illustrateur américain (° 3 février 1894).
- 10 novembre : Theo Lingen, acteur, scénariste et réalisateur allemand (° 10 juin 1903).
- 12 novembre :
  - Karl Ehmer, footballeur allemand (° 25 novembre 1906).
  - Henriette Ith-Wille, pacifiste et infirmière suisse (° 31 août 1885).
  - Howard Swanson, compositeur américain (° 18 juillet 1907).
- 15 novembre : Margaret Mead, anthropologue américaine (° 16 décembre 1901).
- 16 novembre : 
  - Candeia, sambiste, chanteur et compositeur brésilien (° 17 août 1935).
  - Alain Colas, navigateur français (° 16 septembre 1943).
  - Claude Dauphin, comédien français (° 19 août 1903).
- 18 novembre :
  - Jim Jones, fondateur et pasteur du groupe religieux d'inspiration protestante le « Temple du Peuple (° 13 mai 1931).
  - Leo Ryan, homme politique américain (° 5 mai 1925).
- 20 novembre : Giorgio de Chirico, peintre italien (° 10 juillet 1888).
- 23 novembre :
  - Jacques Bergier, ingénieur chimiste, espion, journaliste et écrivain, de nationalités française et polonaise d'ascendance juive (° 8 août 1912).
  - Hadj El Anka, précurseur et maître de la chanson chaâbi algérienne (° 20 mai 1907).
- 24 novembre : Gaspard Rinaldi, coureur cycliste français (° 26 mai 1909).
- 26 novembre : Oswaldo Minci, footballeur français (° 13 avril 1924)[2].
- 27 novembre :
  - George Moscone, homme politique américain (° 24 novembre 1929).
  - Harvey Milk, homme politique américain (° 22 mai 1930).
  - Joseph Marie Trinh-nhu-Khuê, cardinal vietnamien, archevêque de Hanoï (° 11 décembre 1898).
- 28 novembre : André Morell, acteur britannique (° 20 août 1909).
- ? novembre : William Granger Johnson, homme d'affaires et homme politique fidjien (° 28 juillet 1900).

### Décembre
- 6 décembre : Abram Šterenberg, photographe russe d'origine ukrainienne. (° 1894).
- 8 décembre : Golda Meir, ancienne première ministre d'Israël (° 3 mai 1898).
- 10 décembre : Ed Wood, réalisateur, acteur, producteur, scénariste et monteur américain (° 10 octobre 1924).
- 11 décembre : Jeanne Besnard-Fortin, peintre figurative française (° 3 décembre 1892).
- 12 décembre : Nándor Vagh-Weinmann, peintre hongrois et français (° 3 octobre 1897).
- 16 décembre : Lelio Basso, avocat et homme politique italien (° 25 décembre 1903).
- 25 décembre : Patrick Walsh, homme politique américain (° 1er janvier 1892).
- 27 décembre : Houari Boumediène, homme politique algérien (° 23 août 1932).
- 29 décembre : Jean Ségurel, accordéoniste, compositeur et chef d'orchestre français (° 13 octobre 1908).
- 31 décembre : Arsène Brivot, peintre, humoriste, graveur sur bois, illustrateur et aquafortiste français (° 16 février 1898).
- ? décembre : Frédéric N'Doumbé, footballeur camerounais (° 9 janvier 1935).